# 緒方惟勝
緒方 惟勝（おがた これかつ、天明7年（1787年） - 天保年間（1840年頃））は、江戸時代の医学者。通称は順節、諱は惟章、字は義夫、号は摂生堂。備前国岡山（現岡山県岡山市）出身。岡山藩医で、医家の心得を説いた『杏林内省録』（天保7年（1836年））など医術書の著者。

## 生涯
岡山藩医・緒方柳庵膨勝（寛保元年（1741年） - 文化元年（1804年））の子として岡山に生まれる。
文化元年（1804年）4月28日、18歳で父の緒方柳庵膨勝の跡目を継ぎ、岡山藩医緒方家の2代目となる。跡目相続後、藩の許可を得て京都に留学し、山脇東海及びその子東圃に学んだ。藩では様々な優れた医術を施したとされる。
文化14年（1817年）10月、京都で病に伏せる従弟の緒方惟美を見舞いに行った際、讒言により咎められて岡山を去り、諸国を漫遊した後、京都に移った。京都室町鶴橋南に居を構え、医業に勤め、京都の山脇一門らと交わりながら後進の育成を図った。
京都では摂生堂と号し、友人知人を増やしながら日夜討論し、寝食を忘れ、酒を禁じ、欲を遠ざけて、物事を深く考えて医術を熱心に究めたという。ある時、桑名藩の林某氏から桑名藩の藩医にならないかと誘われたが、桑名藩主松平定永の父・楽翁公（松平定信）は賢公であるものの備前藩の恩義があり二君に仕えられないとして断った、と述べている（杏林内省録（自序）より）。こうして学び、医術をまとめること数年、門人12人が校正して、天保7年（1836年）夏に「杏林内省録」を完成させた。
緒方惟勝はこのほか、産科の医師奥劣斎道逸に師事し、緒方正清著の「日本産科学史」によると、奥劣斎著「劣斎先生産科圖説（全一巻）」中の求嗣之説、男女之説は惟勝が選んだものであったとされている。また、奥劣斎の著とされる「産科手術秘録」第一巻は惟勝の筆記によるもの。このほかに、「増補衛生秘要鈔」「医事難問」「療治緒訓」「病因正誤」などの著書がある。
惟勝は、内科、産科に詳しかったのみならず、本草学（薬学）や儒学にも相当詳しく、その著「杏林内省録」の引用文献は約三百余りにも上る。山脇の同門で友人の水原三折が発明した採頷術を天保5年（1834年）に伝授され、同年刊行された「採頷器圖説」（水原三折著）の跋文も掲げている。
その著書杏林内省録は全六巻からなり、医師の倫理及び症例をあげ、治療法を教示している名著とされている。当時の医師らの様子・乱れを嘆いて書かれたもので、官医、市医、里医ごとに医師としての心構えなどを説いているほか、師を選ぶ心得として七不事（してはいけないこと）を記している。「お金を貪り貧しい生徒を遠ざける、技術を秘匿し人に伝えない、個人的な親しさの度合いを論じて才能の有無を弁じない、名聞を貴び威儀を飾る、衣服は美しくして薬品をぞんざいにする、黄白（黄金のことか）を重んじて治術（治療の術）を軽んじる、家の事を専ら行い教導を怠る、このうちひとつでもあれば、師として仕ええることはできない。」と述べている（杏林内省録（巻六））。
また、その著「杏林内省録」では、各地の不可思議な事象・伝承にも言及しており、百姓満平の長寿話をはじめ、妖怪などの伝承についても記述されている（緒方惟勝伝承の妖怪については国際日本文化研究センターの「怪異・妖怪伝承データベース」にも記されている）。
なお、備前岡山藩医緒方家は、初代柳庵膨勝、順節惟勝の後、柳策重定、文良重文、玄洋の五代が続き、明治維新と廃藩置県を迎えた。なお、五代目緒方玄洋（1838-1878）は、岡山医学館（後の岡山医学校。現在の岡山大学医学部）開設時の教官の一人である。備中足守藩佐伯家出身の緒方洪庵とのゆかりはないが、医家としては備前緒方とも言われた。一族の墓は、岡山市門田塔山墓地にある。